# Francesca Nunzi
Francesca Nunzi (27 de diciembre de 1968) es una actriz italiana de cine y televisión. Se graduó en artes dramáticas en la escuela de formación de Gigi Proietti y es reconocida por ser una de las actrices preferidas del director Tinto Brass, apareciendo en varias producciones de Brass como Tra(sgre)dire y Monella. También ha realizado apariciones en series de televisión como Il bello delle donne (2001) y Don Matteo (2002).

## Filmografía parcial

### Cine
- Oasi (1994)
- Let's Not Keep in Touch (1994)
- Monella (1998)
- Cheeky (2000)
- E adesso sesso (2001)
- Concrete Romance (2007)
- Un'estate al mare (2008)
- Ex (2009)

### Televisión
- Una donna per amico (1998)
- Tutti gli uomini sono uguali (1998)
- Il bello delle donne (2001)
- Don Matteo (2002)